# Cuthred de Kent
Cuthred va ser rei de Kent del 798 al 807, quan aquest territori era una dependència de Mèrcia. Va ser instaurat pel seu germà Coenwulf de Mèrcia quan, amb el consentiment del papa Lleó III, va fer la guerra per fer fora Eadberht III Præn.
Durant el seu regnat, l'arquebisbat de Lichfield va ser formalment abolit en el concili de Clovesho, celebrat el 12 d'octubre del 803, i l'arquebisbe de Canterbury va recuperar l'estatus de què el rei Offa de Mèrcia l'havia privat. En aquesta època es van produir les primeres invasions vikingues. A la seva mort, el 807, sembla que Coenwulf va assumir el poder sense intermediaris.
Se'n conserven monedes i cartes de donacions amb el seu nom. Una de les cartes està datada en el 26 de juliol del 805, el vuitè any del seu regnat. En dues cartes més, emeses per Coenwul, ell signa com a testimoni i es diu que era germà d'aquest rei.
Cuthred potser fos el pare de dos fills anomenats Cyneberht i Coenwald.